# وائل القاسم
وائل بن عبد الرحمن بن عبد العزيز بن محمد القاسم من آل عاصم من قحطان، ولد في الرياض في 4 نوفمبر 1978. أستاذ جامعي، وكاتب سعودي مهتم بالشؤون الفكرية والاجتماعية والأدب العربي. قضى فترات طويلة من حياته سجينا في أحد المعتقلات السياسية السعودية.

## المؤهلات العلمية
- حاصل على الشهادة الثانوية من «معهد إمام الدعوة العلمي» بالرياض.
- حاصل على شهادة البكالوريوس من كلية اللغة العربية بجامعة الإمام محمد بن سعود
- باحث دكتوراه في قسم الفلسفة بجامعة النيلين. تخصص الماجستير والدكتوراه: (الفلسفة الشرقية القديمة).
- شارك في عدد كبير من الدورات والندوات والمؤتمرات والمناشط العلمية والثقافية المختلفة.
- عضو في المجلس العالمي للصحافة.

## الخبرات العملية والكتابة
- أكاديمي، وعضو هيئة التدريس في الكلية التقنية الحكومية السعودية.
- عمل في التعليم الحكومي العام سنوات عديدة، ودرّس في متوسطة المروزي وابتدائية الشهداء وابتدائية عبد الرحمن بن عوف وابتدائية القعقاع بن عمرو وثانوية أبي إسماعيل الهروي.. وغيرها.
- عمل مصححاً لغوياً في جريدة الرياض السعودية أكثر من سنة.
- له مجموعة من المقالات والمساهمات الإعلامية المتنوعة، ومجموعة من القصائد الفصحى والنبطية المنشورة والمطبوعة والمنشدة والمغنّاة.[3]
- نُشرتْ مجموعةٌ من قصائده الفصحى في عدد من المجلات منها مجلة «الدعوة» ومجلة «المجتمع» وغيرهما.. ونشرت بعض قصائده العاميّة في مجلات أخرى منها مجلة فواصل وصفحة الشعر الشعبي في جريدة «الرياضية»، وفي أماكن أخرى، وتغنّى بكلماته عدد من الفنانين والمنشدين، وشارك في عدد من الأصبوحات والأمسيات الأدبية.[4]
- كتب في عدد من الصحف السعودية، ومنها جريدة البلاد [5] وجريدة الجزيرة [6] وصحيفة سبق [7] وصحيفة «الوئام» [8] وصحيفة «أنحاء» وموقع «صوت الليبرالية»؛ بالإضافة إلى عدد من المواقع والمنتديات والمجلات والصحف الالكترونية الأخرى.
- صدر له مؤخرًا كتاب عنوانه: «نحو الحرية في السعودية»[9]، ومُنع من دخول معرض الرياض الدولي للكتاب 2013م.
- له كتابان إلكترونيان منشوران في مدونته بصيغة PDF، هما: 1- الخلود في فلسفات الشرق الأدنى القديم. 2- تسهيل الدخول إلى الفلسفة.[10] ويُنسب له كتاب أنكرَ علاقته به، عنوانه «ألفيَّة ابن نجد» الصادر عن دار الحداثة اللبنانية، التي نشرته باسم مستعار هو «وائل نجد» بناء على طلب مؤلفه، واستنكر وائل القاسم ذلك، وقال ليس لي أي علاقة بهذا الكتاب، بعد أن أعلن عدد من الأشخاص أنه صاحب هذا الديوان الذي تحدثت عنه مجموعة من وسائل الإعلام منها وكالة رويترز [11] وجريدة القدس العربي [12] وصحيفة «الوئام» [13] ، وقال البعض إنّ مؤلف الكتاب هو شخص آخر غير سعودي من جنسية عربية كان يعيش في السعودية واسمه وائل، مجرد تشابه أسماء. ويعكف وائل القاسم حالياً على نشر كتابين آخرين أحدهما يجمع عدداً من مقالاته الصحفية، والآخر رواية تحكي قصة اعتقاله، عنوانها: وجوم الزنازين، بالإضافة إلى أطروحته للدكتوراه التي سينشرها قريباً.
- يقوم بمشاركة عدد من الناشطين السعوديين في الإشراف على الشبكة الليبرالية السعودية الحرة.[14]
- رثى المفكر السعودي الراحل عبد الله القصيمي بمعلقة طويلة عنوانها «وداعاً أيها الرعد المدوي»,[15] وناصر المرأة السعودية كثيراً، وطالب بحقوقها وتحريرها من سلطة الرجل، وله في ذلك قصيدة طويلة عنوانها «أصدِرْ قراركَ يا مليك» وقف فيها مع منال الشريف في موضوع قيادة المرأة للسيارة.[16]
- دعا إلى كثير من الأمور التي أثارت الرأي العام، ومنها مطالبته ببناء الكنائس والمعابد لغير المسلمين في المملكة[17]، ومطالبته بإلغاء هيئة الأمر بالمعروف والنهي عن المنكر، ومطالبته بتقنين الأحكام الشرعية، وغير ذلك من المطالبات والآراء المثيرة للجدل، وهذا ما دفع بعض المحسوبين على التيار الديني إلى إصدار مجموعة من الفتاوى التحريضية ضدّه.[18]